# Avenue de Lavaur
L'avenue de Lavaur (en occitan : avenguda de Lavaur) est une voie de Toulouse, chef-lieu de la région Occitanie, dans le Midi de la France.

## Situation et accès

### Description
L'avenue de Lavaur est une voie publique. Elle se trouve à la limite des quartiers de Bonnefoy et de la Roseraie.
Elle correspond à une partie de l'ancienne route nationale 112, qui allait de Toulouse à Agde en passant par Lavaur, Castres et Béziers. En 1973, à la suite de la réforme de 1972 sur le transfert des routes nationales aux départements, la partie de la route nationale 112 entre Toulouse et Castres est déclassée et revient aux réseaux départementaux de la Haute-Garonne et du Tarn. Enfin, en 2017, la partie de la route départementale 112 qui se trouve sur le territoire de Toulouse Métropole lui est concédée comme route métropolitaine 112.
L'avenue de Lavaur naît perpendiculairement à la rue du Faubourg-Bonnefoy, au niveau du carrefour de la rue du Docteur-Marcel-Bouvier. Dans sa première partie, l'avenue s'élève progressivement de 145 mètres à 160 mètres d'altitude, au carrefour de la rue Jules-Dalou. D'abord orientée au sud-est, l'avenue de Lavaur oblique à 90° au nord-est, au niveau de la rue Estieu qu'elle reçoit à droite. Après avoir donné naissance à droite à la rue Saint-Hyacinthe, puis reçu à droite les rues Dieu, Jules-Lemaître et Sainte-Hélène, elle fait à nouveau, après avoir donné naissance au chemin Michoun et l'avenue Joseph-Le Brix qui se prolongent au nord, un virage à 90° vers le sud-est. Dans sa deuxième partie, à partir de la rue Jules-Dalou, l'avenue de Lavaur s'abaisse progressivement à 146 mètres, au niveau de la place de la Roseraie, en décrivant de larges courbes. Elle est bordée au nord, par les maisons du quartier de la Roseraie, desservi par les rues des Bleuets et des Pâquerettes, l'avenue Robert-Campardon et la rue des Myosotis, tandis qu'au sud s'ouvrent les rues de Giroussens et Garrès. Enfin, l'avenue de Lavaur se termine en débouchant sur la place de la Roseraie, où se rencontrent la route d'Agde, la rue de Périole, l'avenue Yves-Brunaud, la rue Louis-Plana et l'avenue du Parc.
La chaussée compte une voie de circulation automobile dans chaque sens. Elle appartient à une zone 30 et la vitesse y est limitée à 30 km/h. Il n'existe pas d'aménagement cyclable.

### Voies rencontrées
L'avenue de Lavaur rencontre les voies suivantes, dans l'ordre des numéros croissants (« g » indique que la rue se situe à gauche, « d » à droite) :
1. Rue du Faubourg-Bonnefoy
2. Rue Estieu (d)
3. Rue Saint-Hyacinthe (d)
4. Rue Dieu (g)
5. Rue Jules-Lemaître (g)
6. Rue Sainte-Hélène (g)
7. Chemin Michoun (g)
8. Avenue Joseph-Le Brix (g)
9. Rue Jules-Dalou (d)
10. Rue des Bleuets (g)
11. Rue des Pâquerettes (g)
12. Rue de Giroussens (d)
13. Avenue Robert-Campardon (g)
14. Avenue Robert-Campardon (g)
15. Rue Garrès (d)
16. Rue des Myosotis (g)
17. Route d'Agde

### Transports
L'avenue de Lavaur est parcourue et desservie sur toute sa longueur par la ligne de bus 36. À l'est, sur la place de la Roseraie, se trouvent également la station Roseraie, sur la ligne de métro , ainsi que les arrêts de la ligne de bus 19. À l'ouest, l'avenue de Lavaur rencontre la rue du Faubourg-Bonnefoy, desservie par la ligne du Linéo 36 et la ligne de bus 39. Elle se trouvera, en 2028, à proximité de la station Bonnefoy, sur la ligne de métro .
Il existe plusieurs stations de vélos en libre-service VélôToulouse à proximité de l'avenue de Lavaur : no 134 (8 allée de l'Église-Bonnefoy), no 135 (183 rue du Faubourg-Bonnefoy) et no 178 (face 100 avenue Yves-Brunaud). Les deux premières, situées sur les pentes de la butte du Calvinet, sont depuis 2017 considérées comme des stations Bonus, qui permettent de cumuler du temps supplémentaire pour les abonnés qui y ramènent leur vélo.

## Odonymie
L'avenue porte le nom de la ville lauragaise de Lavaur, à laquelle elle mène. Simple chemin rural sans nom jusqu'au milieu du XIXe siècle, elle fut aménagée et nommée en 1845 pour s'intégrer au parcours de la route nationale 112 qui allait de Toulouse à Agde. Comme les deux premières villes d'importance qu'elle rencontrait étaient Verfeil et Lavaur, ces deux noms se trouvaient pour la nouvelle route dans sa partie toulousaine, de la rue du Faubourg-Bonnefoy, où elle rejoignait la route nationale 88, à la limite communale de Balma. En 1935, la municipalité lui attribua officiellement le nom de route d'Agde : mais douze ans plus tard, en 1947, on lui rendit celui de Lavaur, Agde ne se conservant que pour la dernière partie de la route, à partir de la place de la Roseraie.

## Patrimoine et lieux d'intérêt

### Lotissement de la S.I.T.E.E.V.

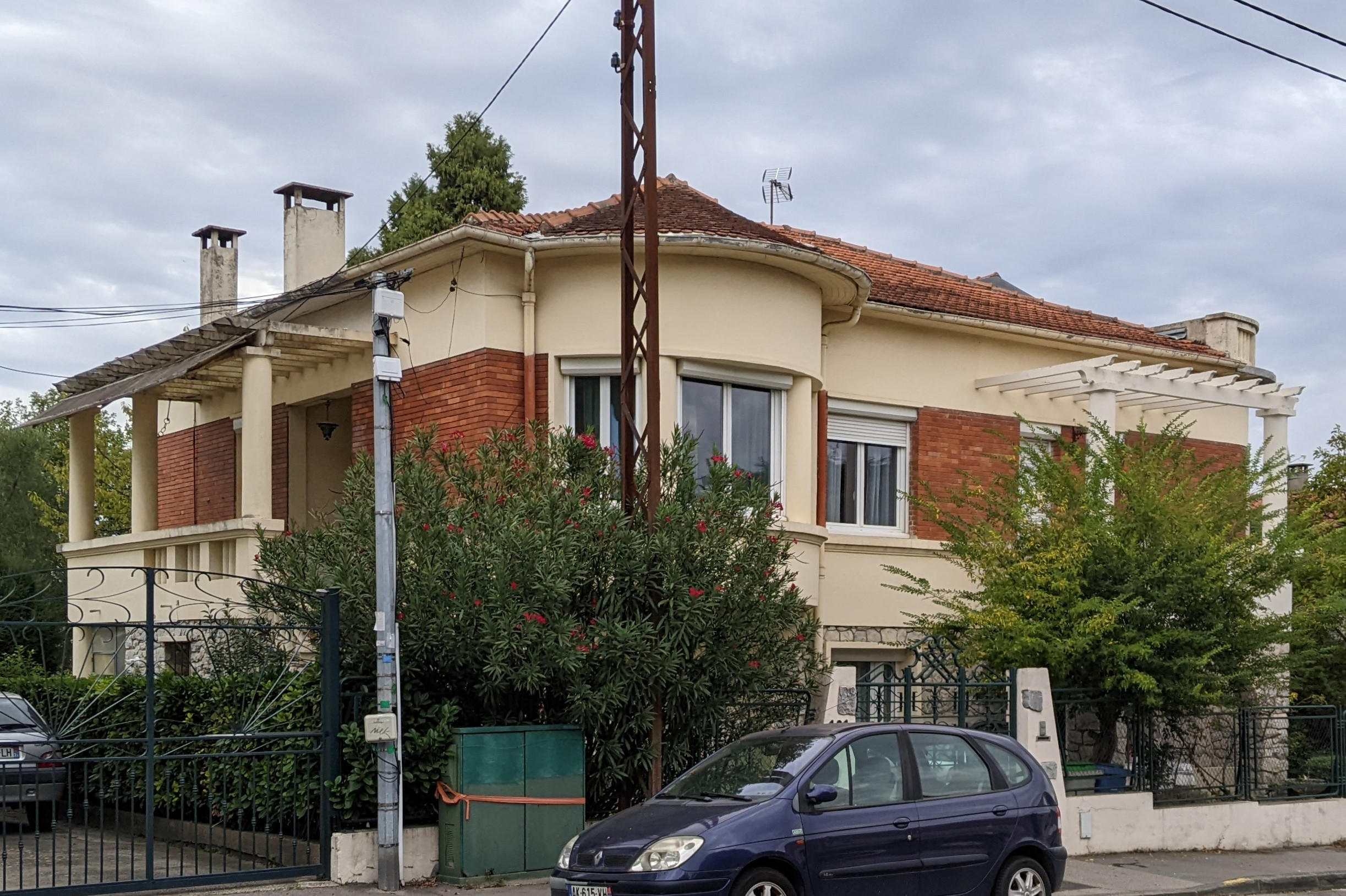
no 121 : maison.

Le lotissement est créé le 1er décembre 1930 par la Société immobilière toulousaine pour l'extension et l'embellissement de la ville (S.I.T.E.E.V.), constituée pour l'aménagement des nouveaux quartiers de la Roseraie et de Jolimont. Il est aménagé entre la rue de Caumont et le chemin des Argoulets à l'est, l'avenue de Lavaur au sud, l'avenue Joseph-Le Brix et le chemin Michoun à l'ouest, l'avenue de la Roseraie, la rue Théodore-Lenotre et la route d'Agde au nord.
- no  117 : maison (années 1930)[8].

- no  121 : maison. 
La maison, de style Art déco, est construite dans les années 1930. L'ossature du bâtiment est en béton. Les façades sont couvertes d'un appareil irrégulier de moellons de pierre au rez-de-chaussée, et d'un plaquis de brique ou simplement enduites à l'étage. Les ouvertures sont de tailles et de formes différentes : sur le côté gauche, l'oriel est largement éclairé par un bow-window formé d'une fenêtre triple. La travée centrale est percée d'une large fenêtre, tandis que la travée de droite est percée de deux étroites et hautes fenêtres qui donnent accès à une terrasse. Celle-ci est couverte par une treille formée de poteaux en béton[9].

- no  135 : restaurant de la Roseraie.
En 1935, l'architecte basque Bernard Darroquy est chargé de construire le restaurant de la Roseraie, à l'angle de l'avenue de Lavaur et de la rue de la Côte-d'Or, face à la place de la Roseraie, formant le principal centre d'animation du quartier. Il s'agissait à l'origine d'un dancing associé à des logements et des commerces[10].

### Immeubles et maisons

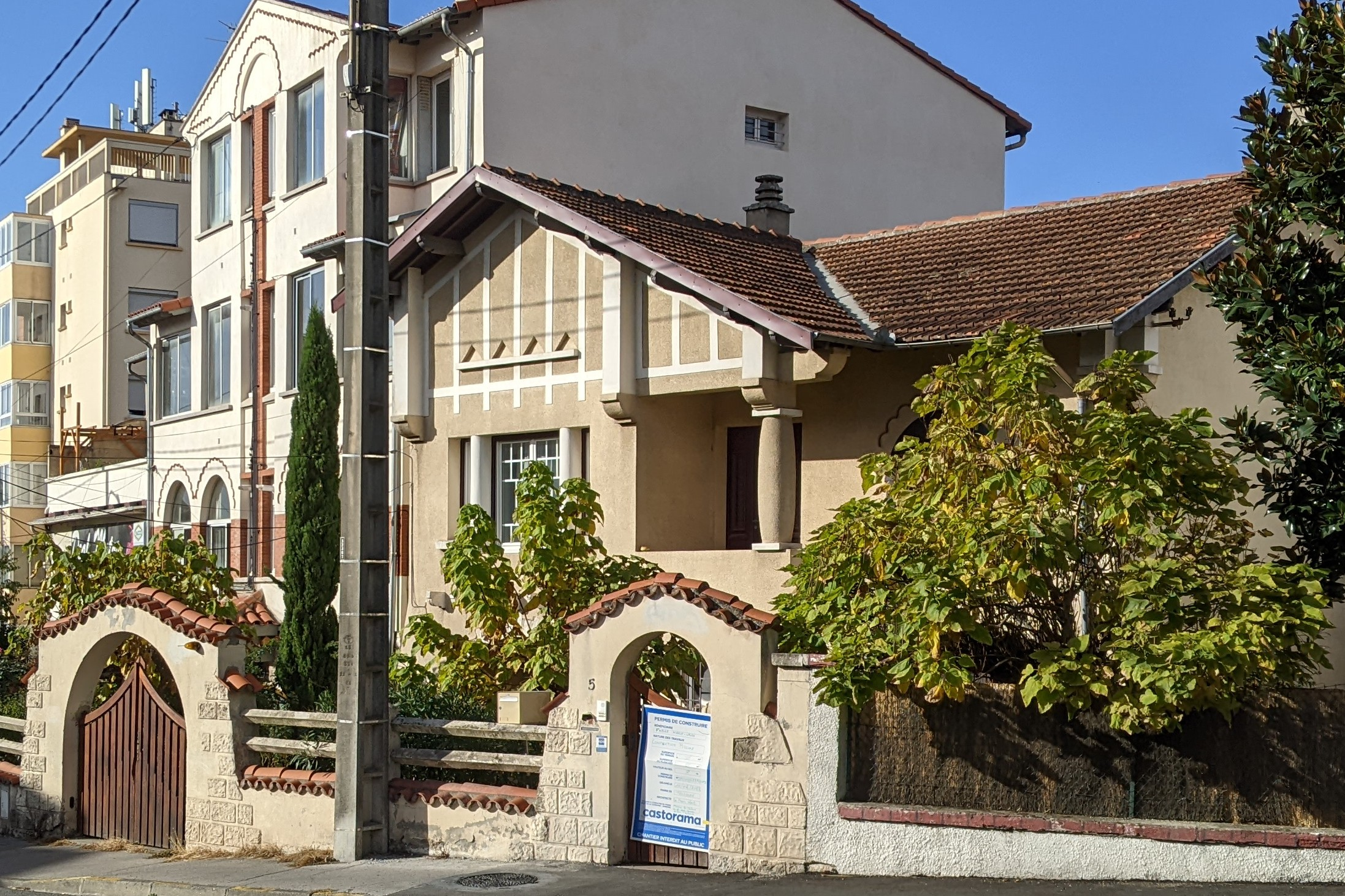
no 5 : maison.

- no  5 : maison. 
La maison, construite dans les années 1930, est représentative de l'Art déco et particulièrement du style néo-basque, en vogue dans les maisons particulières des faubourgs toulousains durant l'entre-deux-guerres. Le jardin est séparé de la rue par un mur de clôture percé d'une porte piétonne et d'une porte cochère soutenues de contreforts, voûtées en plein cintre et coiffées d'un toit de tuiles. La maison est composée de plusieurs corps de bâtiment qui jouent sur la dissymétrie des volumes et les décrochements. Elle s'élève sur trois niveaux : un rez-de-chaussée, un étage et un comble. Le rez-de-chaussée, mis en valeur par un appareil irrégulier de moellons de pierre qui monte à mi-hauteur, est dévolu aux pièces de service et particulièrement au garage, dont la porte voûtée en plein cintre s'ouvre dans la travée de gauche. À droite, un escalier hors œuvre monte au porche d'entrée. L'étage est occupé par les pièces de vie. La travée de gauche est éclairée par une large fenêtre rectangulaire triple. Elle est surmontée d'un pignon mis en valeur par de faux murs gouttereaux en saillie et un faux pan de bois. La toiture est à larges pans asymétriques[11].

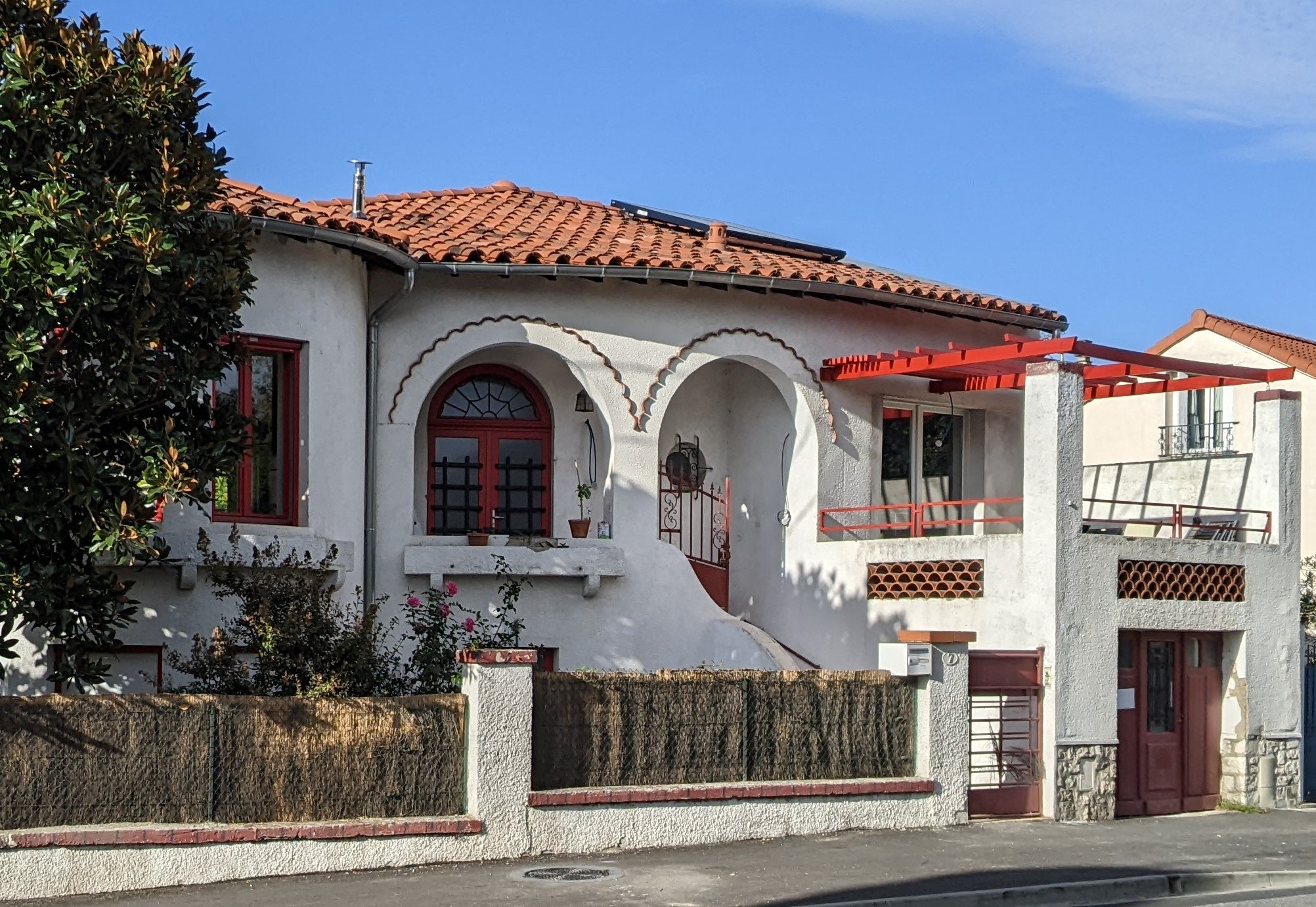
no 7 : maison.

- no  7 : maison. 
La maison, construite dans les années 1930, est de style Art déco. Elle est disposée sur une parcelle triangulaire, qui joue sur la disposition dissymétrique des corps de bâtiment[12].

- no  9 : maison. 
La maison est construite à la fin du XIXe ou au début du XXe siècle. Un mur de clôture surmonté de grilles en fer forgé sépare le jardin de l'avenue. La maison se compose de deux corps de bâtiment. Le corps de bâtiment principal présente une façade symétrique. La travée centrale, en légère saillie soulignée par des chaînages d'angle, est surmontée d'un pignon. Les travées latérales sont percées de fenêtres au linteau segmentaire. L'élévation est couronnée d'une corniche moulurée soulignée par des cordons de brique. Le corps de bâtiment qui s'élève à droite, en alignement de la rue, est éclairé par une large fenêtre[13].

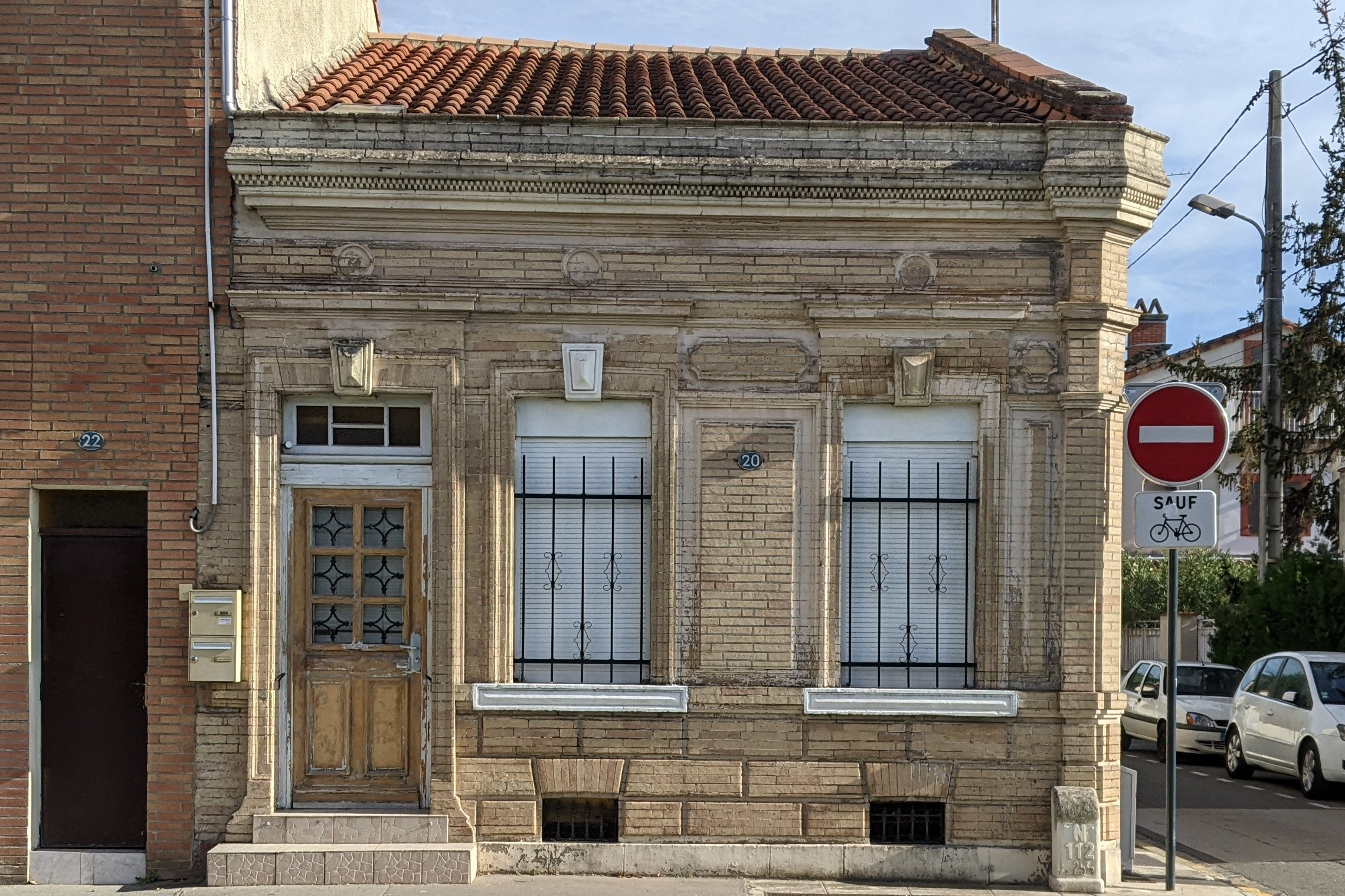
no 20 : maison.

- no  20 : maison. 
La maison est construite dans la deuxième moitié du XIXe siècle. Elle s'élève à l'angle de la rue Saint-Hyacinthe, mais c'est sur l'avenue de Lavaur que se trouve la façade principale, en brique claire et au décor soigné. Elle se développe sur seulement trois travées. Le sous-sol semi-enterré est traité en bossage et éclairé de deux ouvertures fermées de grilles en fonte. Le rez-de-chaussée est percé de deux fenêtres, séparées par des tables, et d'une porte piétonne, dont le chambranle mouluré est surmonté d'une agrafe en pointe-de-diamant et d'une fine corniche. L'élévation est couronnée d'une corniche moulurée à denticules et d'un attique. À l'angle de la rue Saint-Hyacinthe, une pierre sculptée sert de borne kilométrique de l'ancienne route nationale 112[14].

- no  75 : maison toulousaine (premier quart du XXe siècle)[15].
- no  75 : maison toulousaine (premier quart du XXe siècle)[16].
- no  77 : maison toulousaine (premier quart du XXe siècle)[17].

### Édifices religieux
- no  10 : temple de l'Église de Jésus-Christ des saints des derniers jours. 
Le temple de l'Église de Jésus-Christ des saints des derniers jours est construit en 1988 pour la communauté mormone du pieu de Toulouse[18].

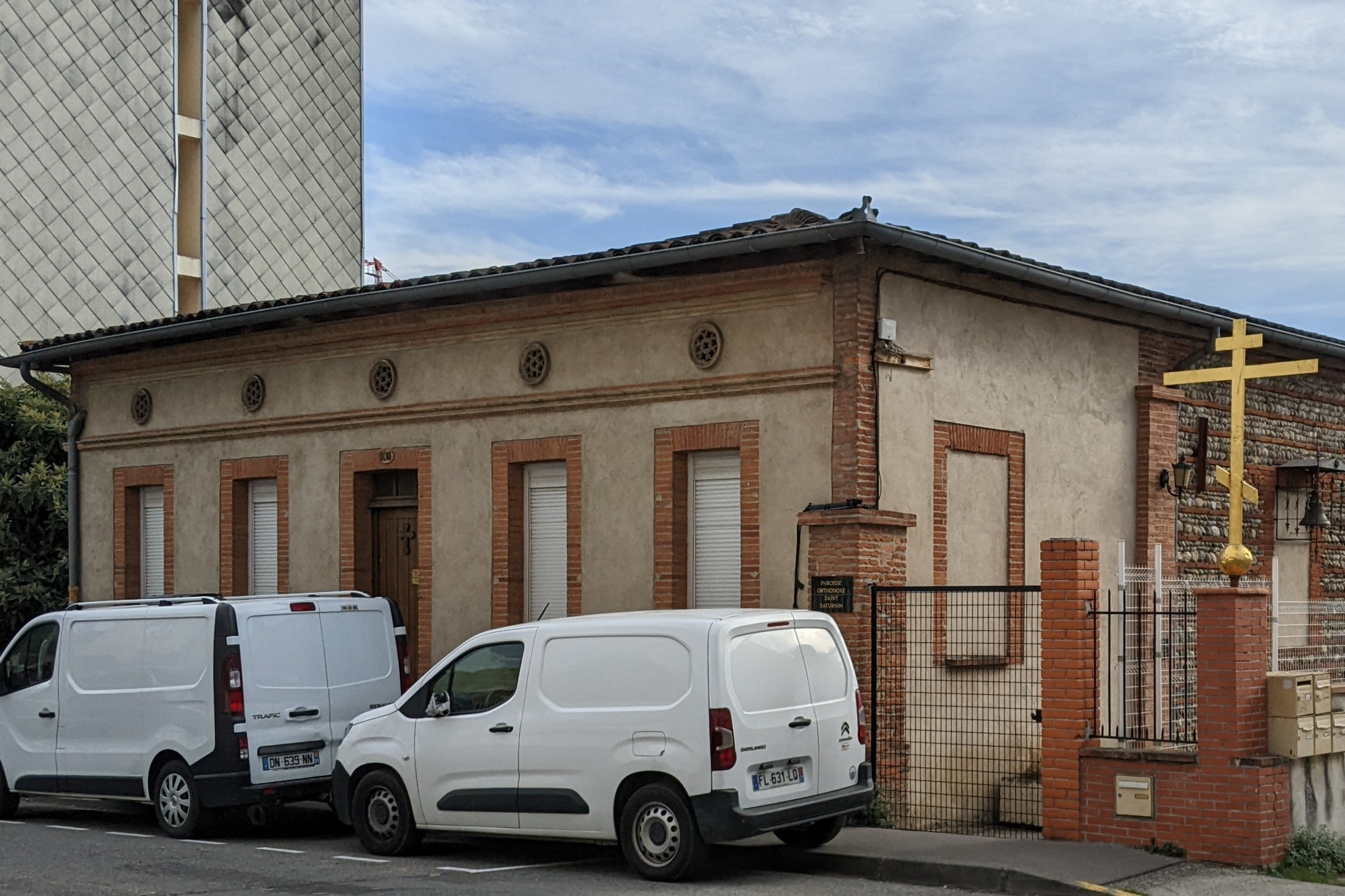
no 108 : église orthodoxe serbe Saint-Saturnin.

- no  108 : église orthodoxe serbe Saint-Saturnin. 
L'église Saint-Saturnin appartient à l'éparchie d'Europe occidentale de l'Église orthodoxe serbe. Elle est installée dans une maison toulousaine de l'avenue. L'édifice, construit dans la deuxième moitié du XIXe siècle, présente une façade symétrique, large de cinq travées, ouvertes d'une porte piétonne et de fenêtres rectangulaires. Le niveau de comble, séparé par un cordon, est percé de cinq ouvertures en terre cuite. L'élévation est surmontée d'une corniche moulurée[19].

### La Comédie de la Roseraie
La salle de spectacle est ouverte en 2022 dans une ancienne maison de l'avenue (actuel no 156 bis). La salle compte 110 places. Elle est gérée par les comédiens Mehdi Sersoub et Julien Sigalas, et Yoann Combronde.